# Giá trị dinh dưỡng
Giá trị dinh dưỡng là một phần của chất lượng thực phẩm, thước đo tỷ lệ cân đối của các chất dinh dưỡng thiết yếu carb, chất béo, protein, khoáng chất và vitamin trong các vật phẩm của thực phẩm hoặc chế độ ăn uống liên quan đến các yêu cầu dinh dưỡng của người sử dụng. Một số hệ thống xếp hạng dinh dưỡng và nhãn thành phần dinh dưỡng đã được phát minh để có thể xếp hạng thực phẩm theo giá trị dinh dưỡng của nó, nhưng quy mô tuyệt đối được đưa ra để tranh luận và có xu hướng bỏ qua các nhu cầu cụ thể của người tiêu dùng.
Ở quy mô sinh học, giá trị dinh dưỡng của thực phẩm có thể khác nhau đối với các tình trạng sức khỏe khác nhau (dẫn đến khuyến nghị về chế độ ăn uống và thức ăn kiêng cụ thể), sự khác biệt theo mùa, tuổi tác  và khác biệt giới tính, phát sinh giữa các loài khác nhau hoặc sự khác biệt lớn hơn về phân loại học.
Một thang đo tuyệt đối với xếp hạng cố định ngay cả đối với con người vẫn còn là nghi vấn vì sự phức tạp của tương tác thành phần liên quan và sẽ dẫn đến những hậu quả không lường trước khi áp dụng chung.
Trong giao tiếp đời thường, "giá trị dinh dưỡng" thường được dùng để chỉ giá trị calo của một loại thực phẩm, một hạn chế có thể dẫn đến nhầm lẫn khi so sánh các giá trị của chế độ ăn khác nhau.